# Australia Post
Australia Post, nom comercial d'Australian Postal Corporation, és una empresa de capital públic que s'encarrega de serveis de correu a Austràlia. Fou fundada el 1809 i té la seu a Melbourne. El seu únic accionista és el Govern d'Austràlia. L'empresa tan sols té un quasi-monopoli sobre les cartes de 250 grams o menys, que representen un 10% del seu volum de negocis.